# Нейріз
Нейріз (перс. نی‌ری) - місто на півдні Ірану, у провінції Фарс. Адміністративний центр шагрестана Нейріз.

## Географія
Місто знаходиться в східній частині Фарсу, у гірській місцевості південно-східного Загроса, на висоті 1 609 метрів над рівнем моря. Нейріз розташований на відстані приблизно 175 кілометрів на південний схід від Ширазу, адміністративного центру провінції і на відстані 765 кілометрів на південний схід від Тегерану, столиці країни.
Місто було розташоване на березі озера Бахтеґан, але через усадку соляного озера воно зараз знаходиться на південному сході від нього.

## Історія
Нейріз згадується в Персепольському адміністративному архіві імперії Ахеменідів під назвою еламською назвою "Нареззаш", що відображає його назву давньоперською мовою Нареча. Однак прямих археологічних доказів наявності міста часів Ахеменидів не знайдено.
У ХІХ столітті деякі жителі Нейрізу були бабистами і були переслідувані урядом.

## Населення
За даними перепису, на 2016 рік населення міста становило 113 291 осіб.

## Цікавинки
- Водоспад Тарм - один з найвищих водоспадів на Близькому Сході і є сезонним водоспадом.
- П’ятнична мечеть Нейрізу була побудована щонайменше у три фази, що охоплює правління Буїдів, Сельджукідів та Іль-Ханів в провінції Фарс. Міхраб був побудований у 973 році. Портал, має дату 1472 року і відзначає останній відомий період будівництва.
- Паланган - долина, розташована на півдні і відокремлена від міста горою. Паланган означає «пантери», у минулому в цьому регіоні жило багато іранських тигрів, але сьогодні залишилося лише небагато. Джерело потоку, що протікає через долину, має назву Бешер.

Велика мечеть Нейріза
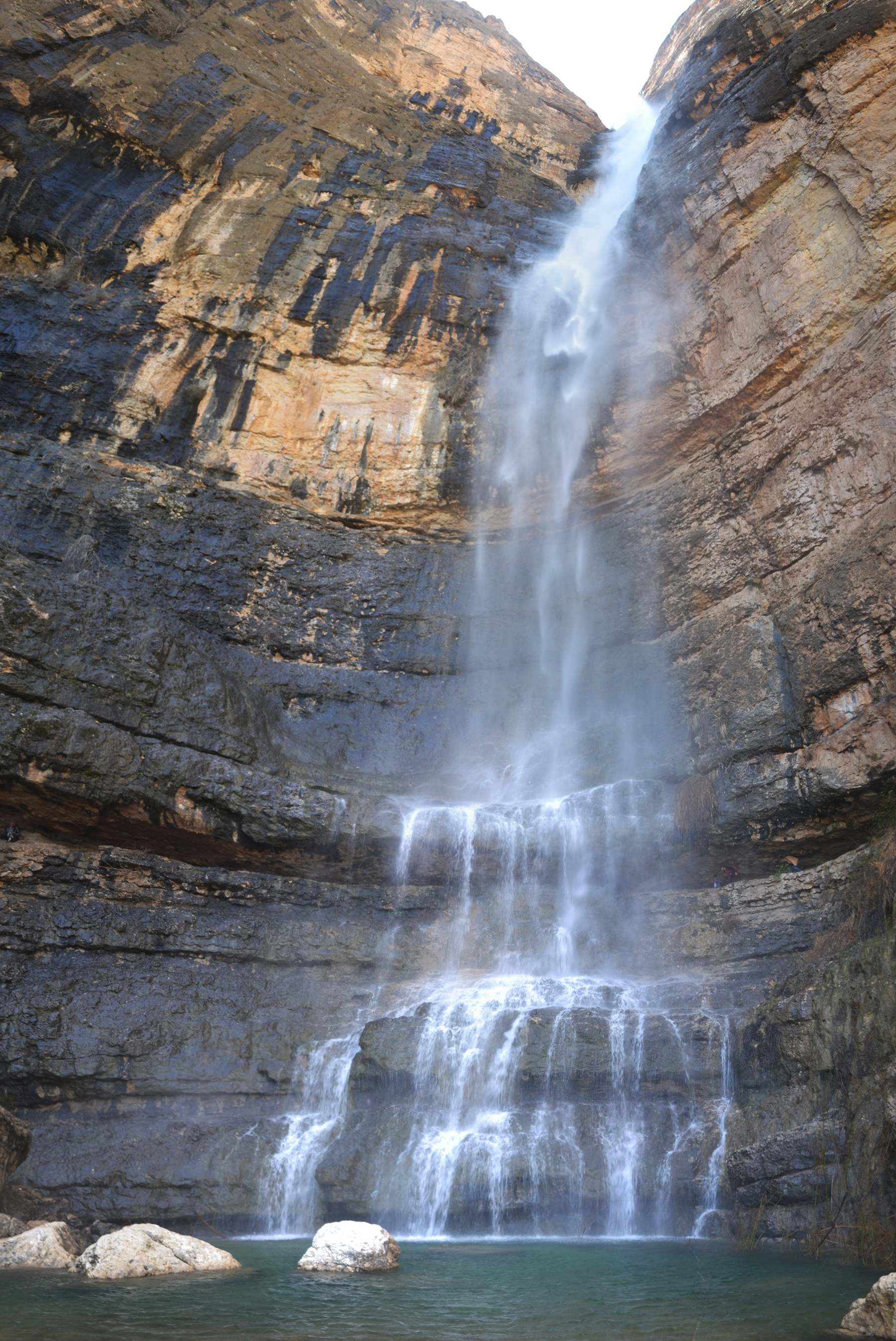
Водоспад
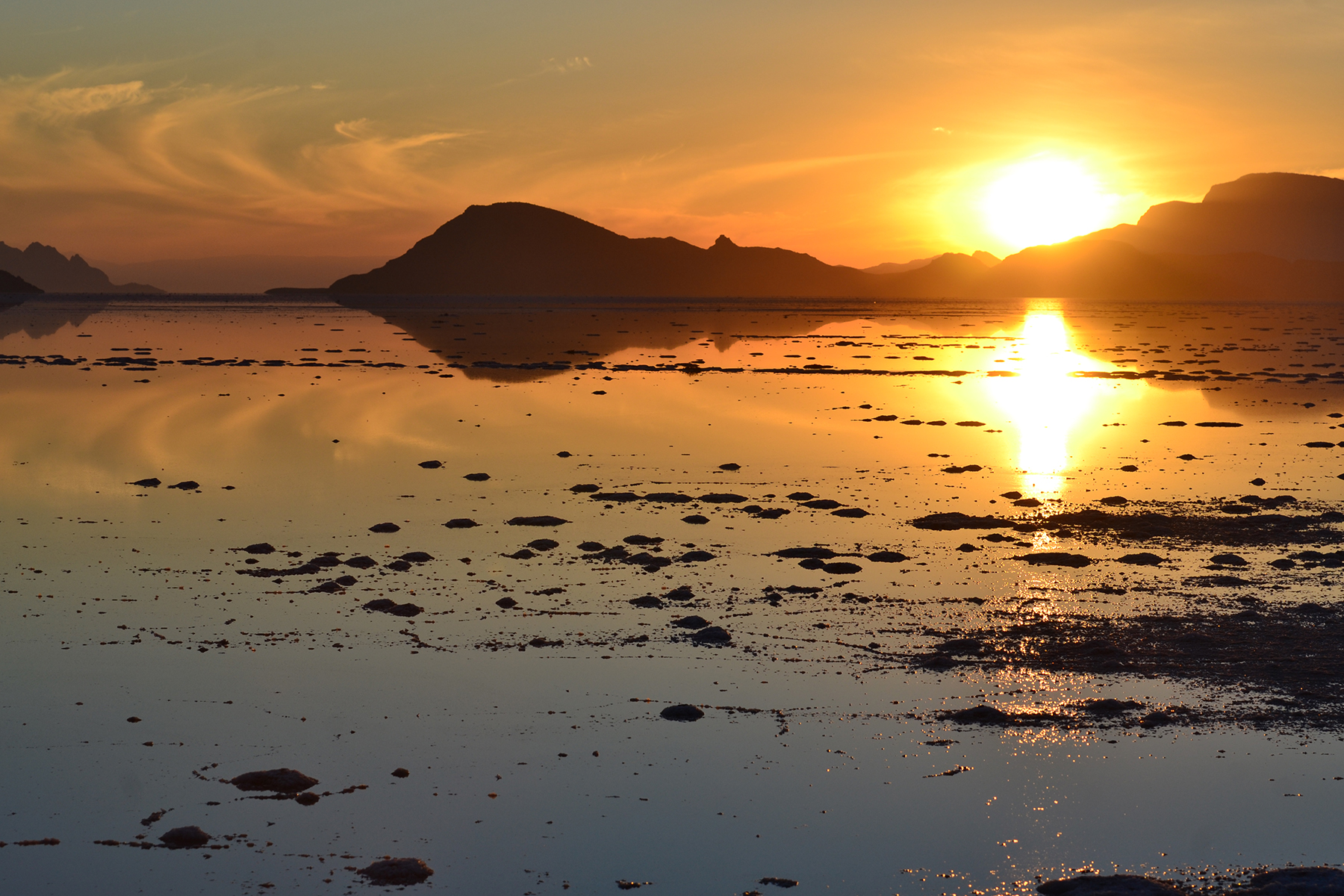
Озеро Бахтеґан